# Saint-Honoré, Seine-Maritime
Saint-Honoré är en kommun i departementet Seine-Maritime i regionen Normandie i norra Frankrike. Kommunen ligger i kantonen Longueville-sur-Scie som tillhör arrondissementet Dieppe. År 2022 hade Saint-Honoré 199 invånare.

## Befolkningsutveckling
Antalet invånare i kommunen Saint-Honoré
| Referens: INSEE |